# Richart Báez
Richart Martín Báez Fernández  (Capiatá, Paraguay 31 de julio de 1973) es un exfutbolista y entrenador paraguayo. Jugó como delantero y se retiró en el año 2006. Actualmente dirige al club Club Deportivo Capiatá de la Tercera División de Paraguay.

## Trayectoria
Comenzó jugando en el club Tembetary para después pasar al Club Olimpia, uno de los clubes más populares de su país. Después de un destacado paso fichó por el club japonés Avispa Fukuoka, donde volvió a América específicamente a la Universidad de Chile en 1997 para acompañar a Pedro González en la delantera, donde fue goleador ese año de la Primera división chilena.
Luego probó suerte en el fútbol mexicano específicamente en el Club América para después volver al Club Olimpia donde fue uno de los pilares en la obtención de la Copa Libertadores 2002. Volvió nuevamente a México para jugar en el Atlético Celaya donde después de un paso sin pena ni gloria vuelve a su país de origen jugando para el Club 12 de Octubre.
Vuelve nuevamente a su país para jugar en el Sportivo Luqueño en el que se retira en 2006.
En 2023, Báez volvió a hacerse cargo del Deportivo Capiatá donde dirige a su hijo, Martín Báez.

## Clubes

### Como jugador
| Club                 | País     | Año       |
| -------------------- | -------- | --------- |
| Olimpia              | Paraguay | 1994-1995 |
| Avispa Fukuoka       | Japón    | 1996      |
| Universidad de Chile | Chile    | 1997-1998 |
| América              | México   | 1998-1999 |
| Olimpia              | Paraguay | 2000      |
| Atlético Celaya      | México   | 2001      |
| Olimpia              | Paraguay | 2001-2003 |
| 12 de Octubre        | Paraguay | 2004      |
| Sportivo Luqueño     | Paraguay | 2005-2006 |

### Como entrenador
| Club              | País     | Año  |
| ----------------- | -------- | ---- |
| Martín Ledesma    | Paraguay | 2018 |
| Deportivo Capiatá | Paraguay | 2023 |

## Palmarés

### Campeonatos nacionales
| Título           | Club                 | País     | Año  |
| ---------------- | -------------------- | -------- | ---- |
| Primera División | Olimpia              | Paraguay | 1995 |
| Copa Chile       | Universidad de Chile | Chile    | 1998 |
| Primera División | Olimpia              | Paraguay | 2000 |

### Copas internacionales
| Título              | Club    | Sede        | Año  |
| ------------------- | ------- | ----------- | ---- |
| Copa Libertadores   | Olimpia | São Paulo   | 2002 |
| Recopa Sudamericana | Olimpia | Los Ángeles | 2003 |

### Distinciones individuales
| Distinción                            | Año    |
| ------------------------------------- | ------ |
| Goleador de Primera División de Chile | 1997-C |